# Masaya Matsumoto
Masaya Matsumoto (født 25. januar 1995) er en japansk fodboldspiller, som spiller for den japanske fodboldklub Júbilo Iwata.